# Kartidris
Kartidris (лат.) — род муравьёв (Formicidae) из подсемейства Myrmicinae.

## Распространение
Тропическая Азия.

## Описание
Мономорфные земляные муравьи. Длина около 4 мм. Усики 12-члениковые с булавой из 3 члеников. Имеют 4 максиллярных щупиков и 3 лабиальных. Стебелёк между грудкой и брюшком состоит из двух члеников: петиолюса и постпетиолюса (последний четко отделен от брюшка), жало развито, куколки голые (без кокона). Петиоль стебельчатый. Окраска рыжевато-коричневая.

## Систематика
Около 5 видов. Род относится к трибе Crematogastrini (ранее в Pheidolini).
- Kartidris ashima Xu & Zheng, 1995[2]
- Kartidris fujianensis Wang, 1993[3]
- Kartidris galos Bolton, 1991 — Китай (о. Хайнань)
- Kartidris matertera Bolton, 1991 — Таиланд
- Kartidris nyos Bolton, 1991 typus — Индия
- Kartidris sparsipila Xu, 1999[4]